# Tones and I
Toni Elizabeth Watson (Melbourne, 1993 ou 2000), conhecida profissionalmente como Tones and I, é uma DJ, cantora e compositora australiana.
Ela lançou seu primeiro single, "Johnny Run Away", em 1 de março de 2019. O single seguinte, "Dance Monkey", foi lançado em 10 de maio de 2019 e alcançou o número um nas paradas musicais oficiais de mais de 30 países, incluindo a Austrália, Áustria, Bélgica, China, Dinamarca, Finlândia, França, Alemanha, Irlanda, Israel, Itália, Japão, Holanda, Nova Zelândia, Noruega, Suécia, Suíça, África do Sul e Reino Unido.
Em novembro de 2019, alcançou a décima sexta semana consecutiva no topo da ARIA Singles Chart com a música "Dance Monkey", quebrando o recorde de mais semanas em número um na ARIA, mais do que qualquer outro artista na história da parada, superando o recorde de "Shape of You", de Ed Sheeran. Atualmente, a música já ficou vinte e quatro semanas em primeiro lugar, sendo que foram vinte e uma semanas consecutivas nessa posição.
Ela lançou seu EP de estreia, "The Kids Are Coming", em 30 de agosto de 2019.

## Biografia e carreira
Watson nasceu e foi criada em Mount Martha, na península de Mornington. Ela aprendeu a tocar teclado e bateria no ensino médio e, posteriormente, adquiriu experiência em shows e festivais locais. Seu canal no YouTube afirma que ela tinha 16 anos quando começou a enviar músicas. Em setembro de 2017, Tones viajou para Byron Bay, Nova Gales do Sul para tentar fazer performances na rua pela primeira vez. Em sua primeira noite de tentativas, conheceu Jackson Walkden-Brown, que logo se tornou seu gerente. O sucesso de Tones na carreira levou-a a deixar seu emprego no varejo em Melbourne e se comprometer totalmente com sua nova carreira.
Tones passou o ano de 2018 morando entre a casa de Walkden-Brown, no interior da Costa Dourada, e fora de sua van em Byron Bay, escrevendo músicas e fazendo performances na rua em tempo integral. Mais tarde no mesmo ano, Tones and I venceu a Batalha das Performances de Rua na Buskers by the Creek. Em fevereiro de 2019, Tones assinou um acordo de co-gestão com a Artists Only e Lemon Tree Music. Em 15 de fevereiro de 2019, Tones and I carregou seu single de estreia, "Johnny Run Away", em um site australiano que publica músicas de artistas não assinados. A faixa foi gravada com o produtor e compositor australiano Konstantin Kersting. "Johnny Run Away" foi adicionado à rotação completa na estação de rádio alternativa australiana Triple J na semana seguinte e recebeu críticas positivas de funcionários e apresentadores como Richard Kingsmill, Tommy Faith e Declan Byrne.
Duas semanas depois, em 1 de março de 2019, Tones and I lançou oficialmente "Johnny Run Away". A música alcançou a posição 12 na parada musical australiana e posição 83 na Irlanda. Em 10 de maio de 2019, Tones and I lançou seu segundo single, "Dance Monkey". A música alcançou o número um nas paradas musicais oficiais de mais de 30 países, incluindo a Austrália, Áustria, Bélgica, Canadá, China, Dinamarca, Finlândia, França, Alemanha, Irlanda, Itália, Japão, Holanda, Nova Zelândia, Noruega, África do Sul, Suécia, Suíça e Reino Unido. Na Austrália, em novembro daquele ano, ela quebrou o recorde de artista com mais semanas no topo do ARIA Singles Chart, com 16 semanas. O recorde era anteriormente da música "Shape of You" de Ed Sheeran (15 semanas, em 2017). Até o momento, o single já está em sua 24ª semana como número 1 da parada, sendo que foram 21 semana consecutivas em primeiro lugar.
Em maio de 2019, ela também se apresentou no festival Big Pineapple Music, além de abrir o Splendor in the Grass de 2019 como o vencedor do concurso da Unearthed Splendor in the Grass, da Triple J, onde quebrou o recorde de maior público de uma abertura no Splendor. Em julho de 2019, Tones and I lançou seu terceiro single "Never Seen the Rain" e, no mês seguinte, anunciou o lançamento de seu EP de estreia, "The Kids Are Coming". Em setembro de 2019, Tones and I cantou "Dance Monkey" e "The Kids Are Coming" na Grande Final da AFL de 2019, com a presença de 100 mil pessoas.

## Discografia
EPs
- The Kids Are Coming (2019)

## Prêmios e indicações

### ARIA Music Awards
O ARIA Music Awards é uma cerimônia anual de premiação que reconhece a excelência, inovação e conquistas em todos os gêneros da música australiana. Na edição de 2019, Tones and I foi indicada a oito prêmios e venceu quatro, sendo a artista da cerimônia que mais recebeu indicações (8) e também a que mais foi premiada (4).
| 2019 | ARIA Music Awards |                                |                                                      |          |        |
| 2019 | ARIA Music Awards | Melhor Artista Feminino        | "Dance Monkey"                                       | Venceu   | [ 20 ] |
| 2019 | ARIA Music Awards | Artista Revelação              | "Dance Monkey"                                       | Venceu   | [ 20 ] |
| 2019 | ARIA Music Awards | Melhor Lançamento Pop          | "Dance Monkey"                                       | Venceu   | [ 20 ] |
| 2019 | ARIA Music Awards | Música do Ano                  | "Dance Monkey"                                       | Indicado | [ 20 ] |
| 2019 | ARIA Music Awards | Vídeo do Ano                   | "Dance Monkey"                                       | Indicado | [ 20 ] |
| 2019 | ARIA Music Awards | Melhor Lançamento Independente | The Kids Are Coming                                  | Venceu   | [ 20 ] |
| 2019 | ARIA Music Awards | Engenheiro do Ano              | Konstantin Kersting por Tones and I – "Dance Monkey" | Indicado | [ 20 ] |
| 2019 | ARIA Music Awards | Produtor do Ano                | Konstantin Kersting por Tones and I – "Dance Monkey" | Indicado | [ 20 ] |